# Nova Candelária
Pour les articles homonymes, voir Candelária.
Nova Candelária est une municipalité brésilienne située dans l'État du Rio Grande do Sul.